# Julie Delpy
Julie Delpy (Párizs, 1969. december 21. –) francia–amerikai színésznő, filmrendező, forgatókönyvíró, zeneszerző.

## Élete és pályafutása
Filmezést tanult a New York-i művészeti egyetemen. Szülei Albert Delpy és Marie Pillet. Mindketten színészek voltak és az apja az Avantgárd színház igazgatója volt és a lányukat már 5 éves korában szerepeltették. Első filmszerepét 14 évesen kapta a  Jean-Luc Godard rendezte Détective című filmben. Két évvel később 1987-ben már főszerepet kapott a Béatrice passiója című filmben, amiben a megkeresett pénzből élete első útját tette New Yorkba. Nemzetközileg is híressé vált az 1990-ben forgatott Európa, Európa című film főszerepével. Zeneszerző pályája során 2003-ban adta ki első CD-jét.
Los Angeles-ben él, 2001 óta amerikai állampolgár, de francia állampolgárságát is megtartotta.

## Filmográfia

### Film

#### Rendezőként
| Év   | Magyar cím               | Eredeti cím                   | Feladatkör | Feladatkör  | Feladatkör | Feladatkör | Megjegyzések                 |
| Év   | Magyar cím               | Eredeti cím                   | Rendező    | Író         | Producer   | Zeneszerző | Megjegyzések                 |
| ---- | ------------------------ | ----------------------------- | ---------- | ----------- | ---------- | ---------- | ---------------------------- |
| 1995 | Mielőtt felkel a Nap     | Before Sunrise                | Nem        | Részlegesen | Nem        | Nem        | stáblistán nincs feltüntetve |
| 1995 |                          | Blah Blah Blah                | Igen       | Igen        | Nem        | Nem        | rövidfilm                    |
| 2002 |                          | Looking for Jimmy             | Igen       | Igen        | Igen       | Nem        | vágó                         |
| 2004 |                          | J'ai peur, j'ai mal, je meurs | Igen       | Igen        | Nem        | Igen       | rövidfilm                    |
| 2004 | Mielőtt lemegy a Nap     | Before Sunset                 | Nem        | Igen        | Nem        | Igen       |                              |
| 2007 | 2 nap Párizsban          | 2 Days in Paris               | Igen       | Igen        | Igen       | Igen       | vágó                         |
| 2009 | A grófnő                 | The Countess                  | Igen       | Igen        | Igen       | Igen       |                              |
| 2011 | Francia hétvége          | Le Skylab                     | Igen       | Igen        | Nem        | Nem        |                              |
| 2012 | 2 nap New Yorkban        | 2 Days in New York            | Igen       | Igen        | Igen       | Igen       |                              |
| 2013 | Mielőtt éjfélt üt az óra | Before Midnight               | Nem        | Igen        | Nem        | Nem        |                              |
| 2013 |                          | Making a Scene                | Nem        | Igen        | Nem        | Nem        | rövidfilm                    |
| 2015 | Így jártam a mostohámmal | Lolo                          | Igen       | Igen        | Nem        | Nem        |                              |
| 2019 | Az én Zoém               | My Zoe                        | Igen       | Igen        | Nem        | Nem        |                              |
| 2024 | Barbárok a szomszédban   | Meet the Barbarians           | Igen       | Igen        | Nem        | Nem        |                              |

#### Színészként
| Év   | Magyar cím                    | Eredeti cím                               | Szerep                                  | Magyar hang        |
| ---- | ----------------------------- | ----------------------------------------- | --------------------------------------- | ------------------ |
| 1985 |                               | Classique (rövidfilm)                     | Laetitia Moreau                         |                    |
| 1985 |                               | Détective                                 | bölcs fiatal lány                       |                    |
| 1985 |                               | L'Amour ou presque                        | Melie                                   |                    |
| 1986 | Rossz vér                     | Mauvais Sang                              | Lise                                    | Hámori Eszter      |
| 1987 | Béatrice passiója             | La passion Béatrice                       | Beatrice de Cortemart                   |                    |
| 1987 | Lear király                   | King Lear                                 | Virginia (stáblistán nincs feltüntetve) |                    |
| 1988 |                               | L'autre nuit                              | Marie                                   |                    |
| 1989 | Lidérces éjjel                | La noche oscura                           | leány                                   | Orosz Helga        |
| 1990 | Európa, Európa                | Europa Europa                             | Leni                                    | Bogdányi Titanilla |
| 1991 |                               | Les dents de ma mère (rövidfilm)          | Julie                                   |                    |
| 1991 |                               | Homo Faber                                | Sabeth                                  |                    |
| 1992 | Varsó                         | Warszawa. Année 5703                      | Fryda                                   | Tóth Ildikó        |
| 1993 | A három testőr                | The Three Musketeers                      | Constance                               | Zakariás Éva       |
| 1993 | Örökifjú & társa              | Younger and Younger                       | Melodie                                 | Balázs Ági         |
| 1993 | Döntő pillanat                | Killing Zoe                               | Zoe                                     | Antal Olga         |
| 1993 | Három szín: kék               | Trois couleurs: Bleu                      | Dominique (cameo)                       |                    |
| 1994 | Három szín: fehér             | Trois couleurs: Blanc                     | Dominique                               | nem szólal meg     |
| 1994 | Három szín: piros             | Trois couleurs: Rouge                     | Dominique (cameo)                       |                    |
| 1995 | Mielőtt felkel a Nap          | Before Sunrise                            | Céline                                  | Kisfalvi Krisztina |
| 1996 |                               | Tykho Moon                                | Lena                                    |                    |
| 1997 |                               | Les mille merveilles de l'univers         | Eva Purpur                              |                    |
| 1997 | Egy amerikai farkas Párizsban | An American Werewolf in Paris             | Serafine Pigot                          |                    |
| 1998 | Kéjek háza                    | The Treat                                 | Francesca                               |                    |
| 1998 | Aki másnak sírt ás            | L.A. Without a Map                        | Julie                                   |                    |
| 1999 | Mentsd meg a pom-pom lányt!   | But I'm a Cheerleader                     | leszbikus nő                            |                    |
| 2000 |                               | Sand                                      | Lill                                    |                    |
| 2001 | Szexuális mélyfúrások         | Investigating Sex                         | Chloe                                   | Kiss Eszter        |
| 2001 |                               | MacArthur Park                            | Wendy                                   |                    |
| 2001 | Az élet nyomában              | Waking Life                               | Céline                                  | Horváth Lili       |
| 2001 |                               | Beginner's Luck                           | Anya                                    |                    |
| 2002 | Életképek egy panzióban       | Villa des roses                           | Louise Creteur                          |                    |
| 2002 |                               | Looking for Jimmy                         | Al                                      |                    |
| 2003 |                               | Notting Hill Anxiety Festival (rövidfilm) | Charlotte                               |                    |
| 2004 | Mielőtt lemegy a Nap          | Before Sunset                             | Céline                                  | Kisfalvi Krisztina |
| 2004 | Mielőtt lemegy a Nap          | Before Sunset                             | Céline                                  | Major Melinda      |
| 2005 | Hervadó virágok               | Broken Flowers                            | Sherry                                  | Gáspár Kata        |
| 2006 | Szellemtanya                  | The Legend of Lucy Keyes                  | Jeanne Cooley                           | Bertalan Ágnes     |
| 2006 | Beugratás                     | The Hoax                                  | Nina van Pallandt                       | Nádorfi Krisztina  |
| 2006 | Édes és keserű                | Guilty Hearts                             | Charlotte                               |                    |
| 2007 | Lélegzet                      | The Air I Breathe                         | Gina                                    | Bertalan Ágnes     |
| 2007 | 2 nap Párizsban               | 2 Days in Paris                           | Marion                                  | Major Melinda      |
| 2007 | 2 nap Párizsban               | 2 Days in Paris                           | Marion                                  | Kisfalvi Krisztina |
| 2009 | A grófnő                      | The Countess                              | Báthori Erzsébet                        | Kisfalvi Krisztina |
| 2011 | Francia hétvége               | Le Skylab                                 | Anna                                    |                    |
| 2012 | 2 nap New Yorkban             | 2 Days in New York                        | Marion                                  | Nemes Takách Kata  |
| 2013 | Mielőtt éjfélt üt az óra      | Before Midnight                           | Céline                                  | Kisfalvi Krisztina |
| 2015 | Bosszúállók: Ultron kora      | Avengers: Age of Ultron                   | Madame B.                               | Udvarias Anna      |
| 2015 | Így jártam a mostohámmal      | Lolo                                      | Violette                                | Kökényessy Ági     |
| 2016 |                               | Wiener-Dog                                | Dina                                    |                    |
| 2017 | Az agglegények                | The Bachelors                             | Carine                                  | Kisfalvi Krisztina |
| 2019 | Az én Zoém                    | My Zoe                                    | Isabelle                                | Nagy-Kálózy Eszter |
| 2023 |                               | The Lesson                                | Hélène Sinclair                         |                    |
| 2024 | Barbárok a szomszédban        | Meet the Barbarians                       | Joëlle                                  |                    |

### Televízió
| Év   | Magyar cím                     | Eredeti cím             | Szerep                | Megjegyzések                                                              |
| ---- | ------------------------------ | ----------------------- | --------------------- | ------------------------------------------------------------------------- |
| 1998 | Bűn és bűnhődés                | Crime and Punishment    | Sonia                 | - tévéfilm - magyar hangja: Kiss Virág                                    |
| 1999 | Egy filozófusnő szerelmei      | The Passion of Ayn Rand | Barbara Branden       | - tévéfilm - magyar hangja: Kiss Virág                                    |
| 1999 |                                | Bonne Nuit              | Gina                  | tévéfilm                                                                  |
| 2001 | Vészhelyzet                    | ER                      | Nicole                | 7 epizód                                                                  |
| 2004 |                                | Frankenstein            | Caroline Frankenstein | minisorozat (2 epizód)                                                    |
| 2021 | A folyamatos összeomlás szélén | On the Verge            | Justine               | - 12 epizód - magyar hangja: - megalkotó, vezető producer, rendező és író |

## Fontosabb díjak, jelölések
Oscar-díj
- 2005 jelölés: legjobb adaptált forgatókönyv (Mielőtt lemegy a nap)

César-díj
- 2008 jelölés: legjobb eredeti forgatókönyv (2 nap Párizsban)
- 1988 jelölés: legígéretesebb színésznő (Béatrice passiója)
- 1987 jelölés: legígéretesebb színésznő (Rossz vér)